# Nesselsdorf Rennwagen

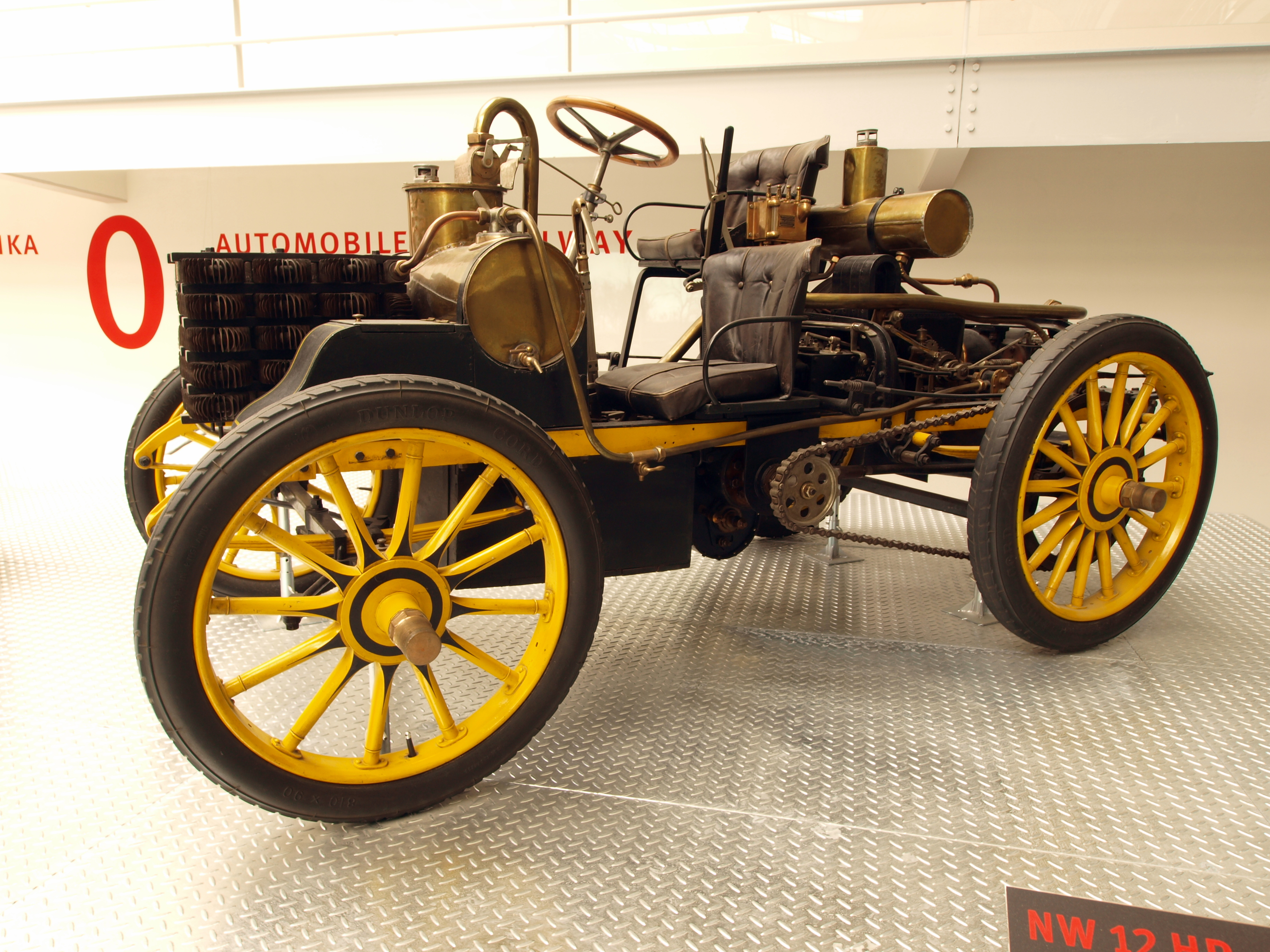
Nesselsdorf Rennwagen

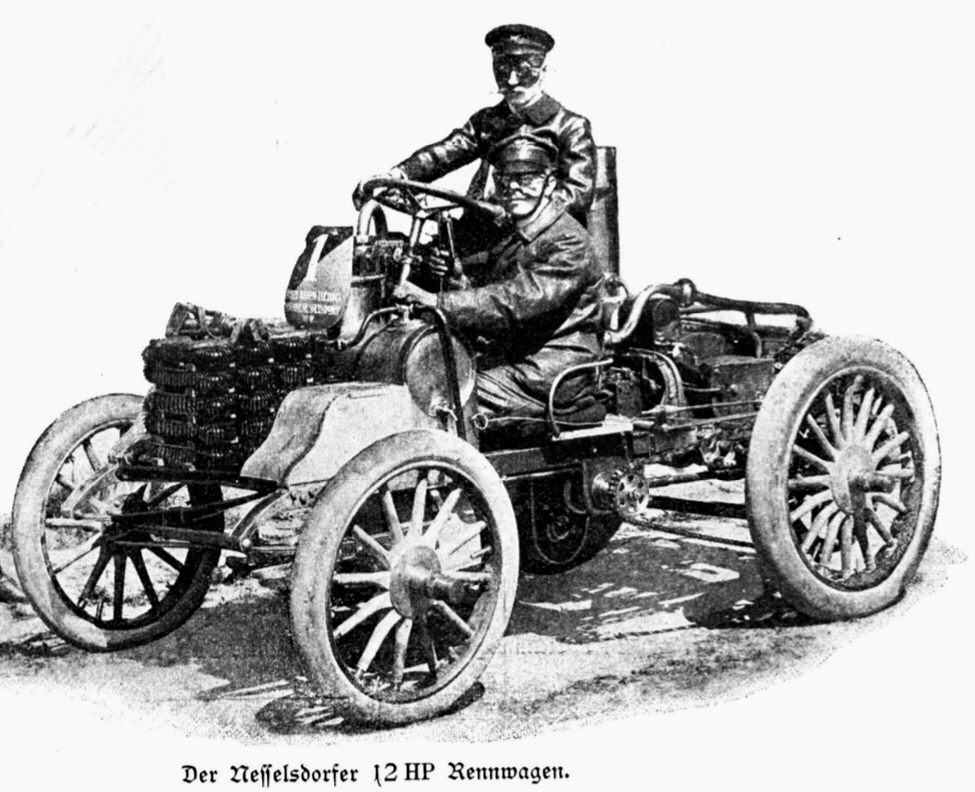
Nesselsdorf Rennwagen mit 12 HP

Der Nesselsdorf Rennwagen wurde aus dem Nesselsdorf A Vierer II entwickelt. Die Nesselsdorfer Wagenbau-Fabriks-Gesellschaft brachte ihn 1900 heraus.
Das Fahrzeug hatte – wie der Typ A – einen wechselgesteuerten Zweizylinder-Boxermotor mit 2750 cm³ Hubraum und 12 PS (8,8 kW) Leistung im Heck eingebaut. Das heiße Wasser des Schlangenkühlers wärmte den Kraftstoff des Oberflächenvergasers vor. Der Wagen ohne Aufbauten, der mit einem erhöhten Sitz für den Fahrer und einem tieferen Sitz für den Mechaniker ausgerüstet war, erreichte eine Höchstgeschwindigkeit von 112 km/h. 